# Las Juntas, Argentina
Las Juntas är en ort i Argentina.   Den ligger i provinsen Catamarca, i den norra delen av landet, 1 200 km nordväst om huvudstaden Buenos Aires. Las Juntas ligger 1 756 meter över havet och antalet invånare är 255.
Terrängen runt Las Juntas är huvudsakligen kuperad, men den allra närmaste omgivningen är platt. Runt Las Juntas är det mycket glesbefolkat, med 2 invånare per kvadratkilometer.. Närmaste större samhälle är Puerta de Corral Quemado, 6,9 km nordväst om Las Juntas.
Omgivningarna runt Las Juntas är i huvudsak ett öppet busklandskap.